# Mike Brittain
Michael James Brittain, detto Mike (Clearwater, 21 giugno 1963 – Atlanta, 17 ottobre 1995), è stato un cestista statunitense, professionista nella NBA.

## Carriera
Dopo aver vinto il titolo dello Stato della Florida nel 1981 con la Clearwater High School, venne reclutato dalla University of South Carolina, con la quale disputo quattro stagioni.
Nell'anno da senior fece registrare 10,4 punti e 7,3 rimbalzi a partita, in poco più di 26 minuti di media.
Venne selezionato dai San Antonio Spurs nel draft NBA 1985 con la 29ª scelta assoluta (la 5ª del secondo giro). Nella stagione 1985-86 disputo 32 partite con 1,7 punti e 1,5 rimbalzi di media, con un career high di 7 punti, ottenuto il 10 gennaio contro i Golden State Warriors.
Prima dell'inizio della stagione successiva venne tagliato.
Gli Spurs gli offrirono due contratti da 10 giorni nel marzo del 1987. Giocò 6 partite prima di venire nuovamente tagliato il 30 di marzo.
Nel 1988-89 giocò nella CBA, con i Pensacola Tornados. Fu la sua ultima stagione da professionista.
È morto improvvisamente nel 1995, ad Atlanta, dove lavorava per un'azienda farmaceutica.